# Amalophyllon divaricatum
Amalophyllon divaricatum là một loài thực vật có hoa trong họ Tai voi. Loài này được (Poepp.) Boggan, L.E. Skog & Roalson mô tả khoa học đầu tiên năm 2008.